# 바켄

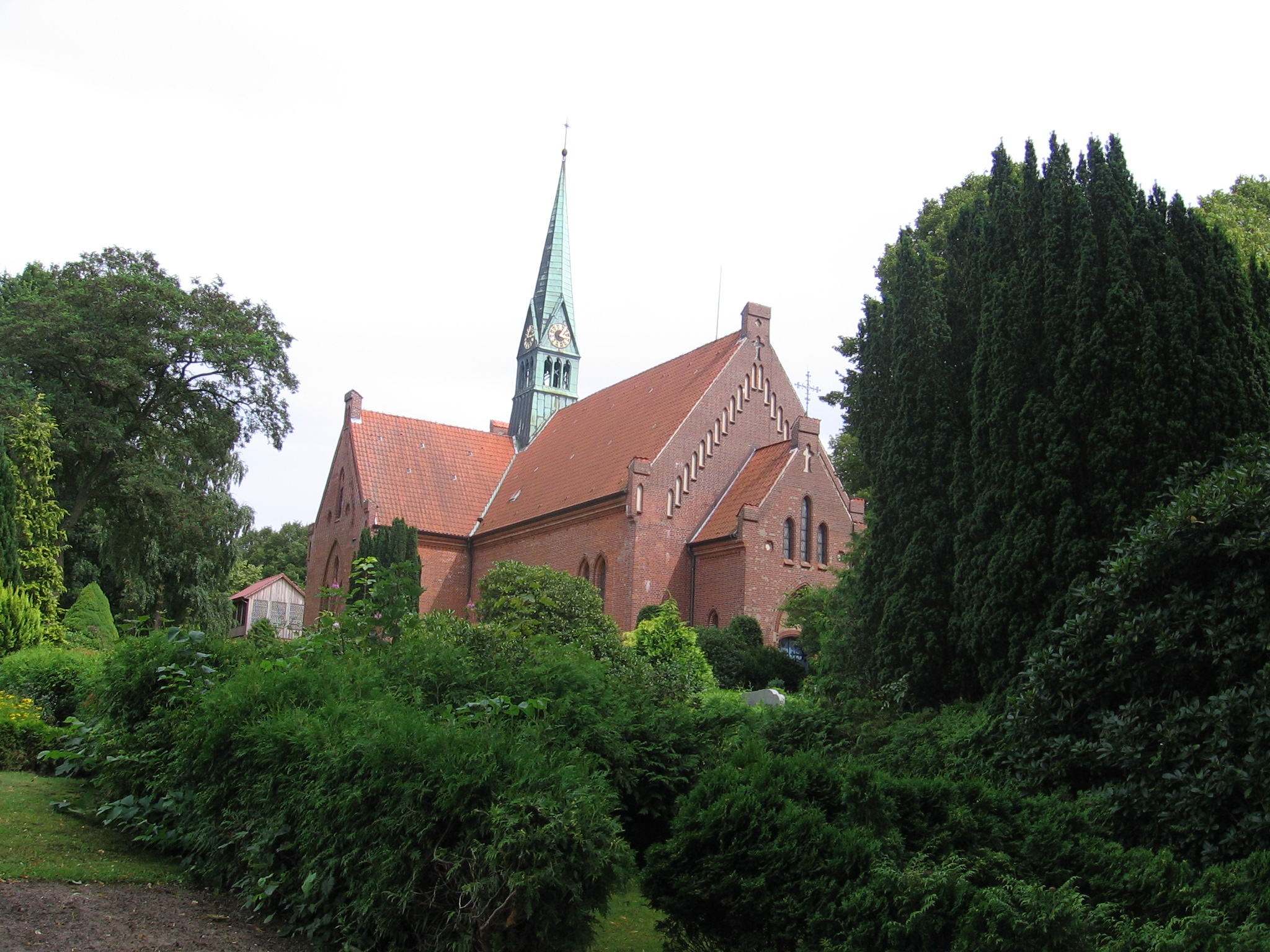

바켄(독일어: Wacken)은 독일 슐레스비히홀슈타인주 슈타인부르크에 있는 도시이다. 바켄 오픈 에어가 개최되는 곳으로 잘 알려져 있으며, 매년 7만명 이상의 축제 관광객이 방문한다.
축제로 인해 마을 입구 표지판은 자주 도난당한다.